# Ebersdorf (Neunburg vorm Wald)

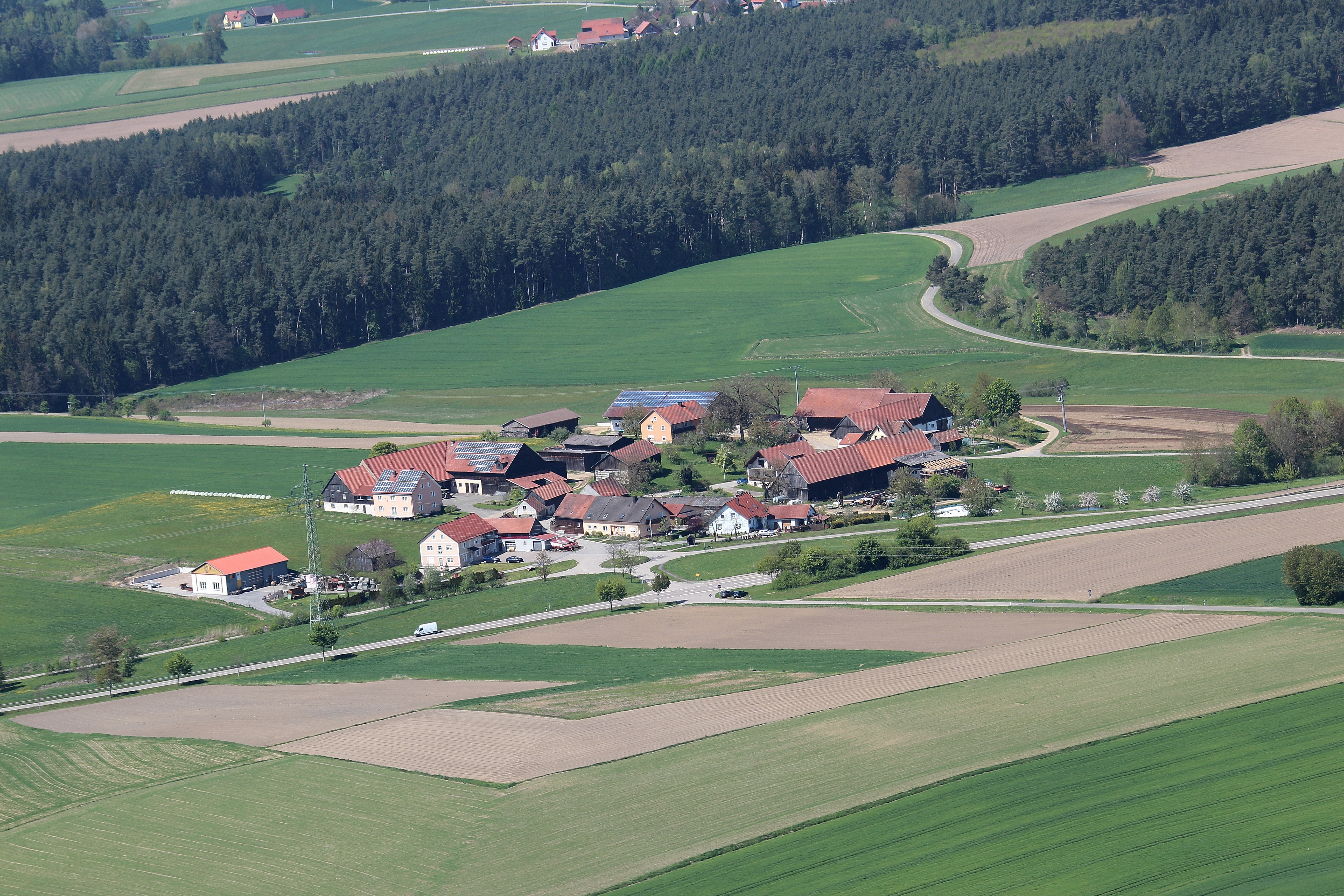
Ebersdorf (2017)

Ebersdorf ist ein Ortsteil der Stadt  Neunburg vorm Wald im Landkreis Schwandorf in Bayern.

## Geographie
Ebersdorf liegt circa fünf Kilometer westlich von Neunburg vorm Wald an der Staatsstraße 2151, die Neunburg vorm Wald mit der A 93 in Schwarzenfeld verbindet.

## Geschichte
1871 wurde Ebersdorf von Schwarzhofen nach Penting umgepfarrt.
Am 23. März 1913 war Ebersdorf Teil der Pfarrei Penting, bestand aus sechs Häusern und zählte 30 Einwohner.
Am 31. Dezember 1990 hatte Ebersdorf 34 Einwohner und gehörte zur Pfarrei Penting.